# Bögetköl Aūdany
Bögetköl Aūdany är ett distrikt i Kazakstan.   Det ligger i oblystet Aqtöbe, i den centrala delen av landet, 700 km väster om huvudstaden Astana.